# 50275 Marcocasalini
50275 Marcocasalini è un asteroide della fascia principale. Scoperto nel 2000, presenta un'orbita caratterizzata da un semiasse maggiore pari a 2,5967069 au e da un'eccentricità di 0,0630403, inclinata di 7,10945° rispetto all'eclittica.